# Municipio de Lekeberg
Lekeberg (en sueco: Lekebergs kommun) es un municipio de la provincia de Örebro, en el centro-sur de Suecia. Su sede se encuentra en la localidad de Fjugesta. Lekeberg se formó como municipio durante la reforma del gobierno en 1952 por la fusión de cinco unidades más pequeñas. En 1967 se agregaron dos parroquias más. La próxima reforma de 1971 colocó el área dentro del municipio de Örebro. Se restableció en 1995 dentro de sus fronteras de 1967.

## Localidades
Hay cuatro áreas urbanas (tätort) en el municipio:
| # | Tätort     | Población |
| - | ---------- | --------- |
| 1 | Vintrosa   | 2456      |
| 2 | Fjugesta   | 2185      |
| 3 | Mullhyttan | 524       |
| 4 | Gropen     | 211       |

## Ciudades hermanas
Lekeberg está hermanado o tiene tratado de cooperación con:
- Dundaga, Letonia